# Viktor Petrók
Viktor Petrók (ur. 3 kwietnia 1981 w Kaposvárze) – węgierski piłkarz, występujący na pozycji obrońcy.